# ویتا (استونی)
ویتا (به لاتین: Viita) یک منطقهٔ مسکونی در استونی است که در شهرستان هیو واقع شده‌است.